# Новосілки Лісні
Новосілки Лісні, або Новосілки (пол. Nowosiółki) — село в Польщі, у гміні Балигород Ліського повіту Підкарпатського воєводства.
Населення — 353 особи (2011).

## Розташування
Знаходиться на перетині історичних етнічних українських територій Лемківщини і Бойківщини, де до 1947 року мешкало переважно українське населення.
Крізь місцевість протікає невеличка річка Гочівка, притока Сяну.

## Історія
Вперше згадка про село зустрічається в документах 16 ст., як поселення біля с. Загочів'я у власності родини Балів. Документ 1659 року вказує вже про окреме поселення. Входило село до Сяноцької землі Руського воєводства.
Згодом власник Новосілок — Яцек Фредро, hrabia, гербу Бонча (нар. 1770 в Гочві, Ліський повіт — помер 1828) — батько Олександра Фредри, a потім брат драматурга Северина Фредро(1781—1845) — і його дружина Констанція Конарська, а також їх донька, яка вийшла заміж за посла Людовіка Скринського.
З 1772 р. до 1918 р. у складі Австрії й Австро-Угорщини, провінція Королівство Галичини та Володимирії. На 1785 р. в селі мешкало 230 греко-католиків, 13 римо-католиків і 15 юдеїв, земельні угіддя становили 6.47 кв. км.
Кількість вірних (греко-католиків):
1840—232 осіб,
1859—292 осіб,
1879—275 осіб,
1899—350 осіб,
1926—434 осіб,
1936—532 осіб.
В селі своєї церкви не було. В 1912 р. збудована мурована каплиця Святих Апостолів Петра і Павла, філіальна, належала до парафії с. Загочів'я Балигородського Деканату. З 1947 по 1975 рр. використовувалася, як римо-католицька каплиця. Згодом збудовано костел.
На початку ХХ століття в селі мешкало близько 600 осіб. Більшість населення була греко-католиками.
У 1919—1939 рр. — у складі Польщі. Село належало до Ліського повіту Львівського воєводства, у 1934—1939 рр. у складі ґміні Гочев. На 01.01.1939 у селі було 760 жителів, з них 550 українців-грекокатоликів, 140 українців-римокатоликів, 10 поляків, 30 польських колоністів міжвоєнного періоду і 30 євреїв.
В період 1945—1946 рр. в цьому районі тривала боротьба між підрозділами УПА та польськими й радянським військами НКВД. Українське населення було вигнане і переселене до СРСР весною 1946 р., окремі родини — 1947 року під час Операції Вісла на понімецькі землі Польщі..
У 1975-1998 роках село належало до Кросненського воєводства.

## Демографія
Демографічна структура станом на 31 березня 2011 року:
|          | Загалом | Допрацездатний вік | Працездатний вік | Постпрацездатний вік |
| -------- | ------- | ------------------ | ---------------- | -------------------- |
| Чоловіки | 192     | 34                 | 138              | 20                   |
| Жінки    | 161     | 25                 | 97               | 39                   |
| Разом    | 353     | 59                 | 235              | 59                   |